# فرودگاه جوزف برندزینو هاردی کانلزویل
فرودگاه جوزف برندزینو هاردی کانلزویل (به انگلیسی: Joseph A. Hardy Connellsville Airport) یک فرودگاه همگانی بهره‌برداری هوایی است که یک باند فرود آسفالت دارد و طول باند آن ۱۱۱۷۹ متر است. این فرودگاه در کشور ایالات متحده آمریکا قرار دارد و در ارتفاع ۳۸۶ متری از سطح دریا واقع شده‌است.